# Якторув (гмина)
Якторув (пол. Jaktorów) — сельская гмина (волость) в Польше, входит как административная единица в Гродзиский повет (Мазовецкое воеводство), Мазовецкое воеводство. Население — 11 722 человек (на 2015 год).

## Демография
Данные по населению гмины на 2015 год:
| Перепись                       | Всего   | Всего | Женщины | Женщины | Мужчины | Мужчины |
| ------------------------------ | ------- | ----- | ------- | ------- | ------- | ------- |
| Единицы                        | человек | %     | человек | %       | человек | %       |
| Население                      | 11 722  | 100   | 5966    | 50,9    | 5756    | 49,1    |
| Плотность населения (чел./км²) | 212,2   | 212,2 | 108,0   | 108,0   | 104,2   | 104,2   |

## Сельские округа
1. Беганув
2. Буды-Гжибек
3. Буды-Михаловске
4. Старе-Буды
5. Буды-Зосине
6. Хылички
7. Гронды
8. Хенрышев
9. Якторув
10. Якторув-Колёня
11. Мендзыборув
12. Саде-Буды

## Соседние гмины
1. Гмина Баранув
2. Гмина Гродзиск-Мазовецки
3. Гмина Радзеёвице
4. Гмина Вискитки
5. Жирардув